# لورا لوئیس
لورا لوئیس (انگلیسی: Laura Luís؛ زادهٔ ۱۵ اوت ۱۹۹۲) بازیکن فوتبال اهل پرتغال است.
از باشگاه‌هایی که در آن بازی کرده‌است می‌توان به باشگاه فوتبال اف‌سی‌آر ۲۰۰۱ دویسبورگ و باشگاه ورزشی ماریتیمو اشاره کرد.
وی همچنین در تیم‌های ملی فوتبال Portugal women's national under-19 football team و زنان پرتغال بازی کرده‌است.